# Arminia Ickern
Arminia Ickern (offiziell: Sportclub Arminia Ickern e. V.) ist ein Sportverein aus Castrop-Rauxel. Die erste Fußballmannschaft spielte 16 Jahre in der höchsten westfälischen Amateurliga und wurde 1952 Westfalenmeister.

## Geschichte
Der Verein wurde im Jahre 1921 gegründet und ging aus dem Arbeiter-Turnverein Ickern hervor. Die Fußballer nahmen am Spielbetrieb des Arbeiter-Turn- und Sportbundes (ATSB) teil. Im Jahre 1928 stieg die Arminia in die Sonderklasse auf. Mit Otto Chrust stellte der Verein einen deutschen Nationalspieler. Im Zuge der Machtergreifung 1933 wurde der ATSB verboten und die Arminia aufgelöst. Die meisten Mitglieder schlossen sich dem Verein Blau-Weiß Ickern an. Im Oktober 1945 erfolgte die Neugründung.
Prompt stieg die Arminia in die Bezirksklasse auf und wurde 1949 Vizemeister hinter dem SV Sodingen. Ein Jahr später gelang der Aufstieg in die 2. Landesliga, wo die Ickerner auf Anhieb den Durchmarsch in die Landesliga schafften. Im westfälischen Oberhaus gelang der Mannschaft ein guter Start, ehe es eine 0:8-Heimniederlage gegen Teutonia Lippstadt gab. Nach einer starken Rückrunde sicherte sich die Arminia nach einem 2:0 gegen den FC Lübbecke die Westfalenmeisterschaft 1952. Es folgte die Teilnahme an der Deutschen Amateurmeisterschaft, wo die Arminia in der ersten Runde nach einem 0:2 beim Titelverteidiger Bremen 1860 ausschied. Da die II. Division als zweithöchste Spielklasse im gleichen Jahr von zwei Staffeln auf eine verringert und der Aufstieg ausgesetzt wurde, verblieben die Ickerner in der Landesliga.
Die Arminia blieb eine Spitzenmannschaft der nunmehr fünfgleisigen Landesliga. Im Jahre 1956 wurde die Mannschaft mit einem Punkt Vorsprung auf die SpVgg Röhlinghausen Staffelsieger, blieb in der anschließenden Endrunde um die Westfalenmeisterschaft gegen den Dortmunder SC 95, Sportfreunde Siegen, Sportfreunde Gladbeck und Arminia Gütersloh ohne Punktgewinn Letzter. Somit gehörte der Verein ab 1956 der neu geschaffenen Verbandsliga Westfalen an. Dort erreichte die Mannschaft 1958 mit dem dritten Platz ihre beste Platzierung, bevor in den 1960er Jahren eine sportliche Talfahrt einsetzte. 1966 stieg die Arminia in die Landesliga ab, kam drei Jahre später in der Bezirksliga an, ehe 1971 der Absturz in die 1. Kreisklasse folgte.
Zwei Jahre später sorgte die Mannschaft im Westdeutschen Pokal für Furore und warf mit dem TuS Stockum, dem DSC Wanne-Eickel und dem STV Horst-Emscher gleich drei höherklassige Mannschaften aus dem Wettbewerb, ehe Rot-Weiß Oberhausen die Arminia mit 3:0 bezwang. Erst 1977 gelang der Wiederaufstieg in die Bezirksliga, wo gleich der Durchmarsch in die Landesliga folgte. 1980 stand die Arminia vor der Rückkehr in die Verbandsliga, doch die Mannschaft verspielte durch eine Niederlage am letzten Spieltag bei den Amateuren von Borussia Dortmund die Meisterschaft und mussten dem SV Langendreer 04 den Vortritt lassen.
Im gleichen Jahr trug die Arminia ein Benefizspiel gegen den FC Schalke 04 aus, wobei sämtliche Einnahmen an die hoch verschuldeten Schalker gingen. Das per Handschlag vereinbarte Rückspiel auf Schalke wurde bis heute jedoch nicht ausgetragen. In den frühen 1980er Jahren ging es wieder bergab. Zwei Abstiege in Folge führten den Verein 1982 in die Kreisliga A. 1988 gelang der Wiederaufstieg in die Bezirksliga, wo die Arminia 1989 und 1992 jeweils Vizemeister hinter dem SC Dorstfeld bzw. Phönix Eving wurde. 1994 stiegen die Ickerner wieder in die Kreisliga A ab. Seit dem Aufstieg im Jahre 2016 spielt der Verein in der Herner Kreisliga A.
Am 11. Februar 2025 wurde in einer Mitgliederversammlung eine Fusion mit dem Verein Victoria Habinghorst vollzogen, die zum 1. April 2025 rechtskräftig wird. Der neue Verein wird unter dem Namen SC Victoria Ickern firmieren.

## Persönlichkeiten
- Michael Esser
- Leonidas Exuzidis
- Klaus Fichtel
- Gökhan Gül
- Gerhard Harpers
- Beate Henkel
- Hartmut Huhse
- Marc-André Kruska
- Thomas Siewert